# Nati il 25 giugno
| Questa pagina contiene informazioni ricavate automaticamente dalle voci biografiche con l'ausilio del template Bio e di un bot. L'aggiornamento è periodico e automatico e ricostruisce completamente la pagina. Se manca una persona in questa lista, sei pregato di non aggiungerla, ma accertati piuttosto che la sua voce biografica contenga il template Bio e che i dati anagrafici siano correttamente compilati. Se il template Bio manca, inseriscilo tu stesso o, in alternativa, metti l'avviso {{tmp\|Bio}} che ne segnala la mancanza. Se i dati riportati sono sbagliati, correggi direttamente la voce biografica; le modifiche saranno visibili in questa lista entro pochi giorni. Per chiarimenti vedi il progetto biografie. La lista contiene solo le 1.087 persone che sono citate nell'enciclopedia e per le quali è stato implementato correttamente il template Bio. Pagina aggiornata al 13 ago 2025. |

## XIII secolo(3)
- 1219 - Fujiwara no Shunshi, imperatrice giapponese († 1233)
- 1242 - Beatrice d'Inghilterra, nobile († 1275)
- 1259 - Ugo XIII di Lusignano, nobile francese († 1303)

## XIV secolo(2)
- 1328 - William Montacute, II conte di Salisbury, militare e nobile britannico († 1397)
- 1371 - Giovanna II di Napoli, regina († 1435)

## XV secolo(2)
- 1441 - Federico I Gonzaga, marchese italiano († 1484)
- 1456 - Giovanni d'Aragona, cardinale e abate italiano († 1485)

## XVI secolo(5)
- 1507 - Maria Giacomina di Baden, nobile tedesca († 1580)
- 1526 - Elizabeth Brooke, nobildonna inglese († 1565)
- 1560 - Juan Sánchez Cotán, pittore e monaco cristiano spagnolo († 1627)
- 1568 - Gunilla Bielke, regina svedese († 1597)
- 1581 - Pietro Claver, gesuita, missionario e santo spagnolo († 1654)

## XVII secolo(4)
- 1623 - Giuseppe Tricarico, compositore italiano († 1697)
- 1637 - Christophe Veyrier, scultore francese († 1689)
- 1667 - Johann Franz Budde, teologo tedesco († 1729)
- 1695 - Giambattista Spolverini, poeta italiano († 1762)

## XVIII secolo(28)
- 1702 - Antonino Sersale, cardinale e arcivescovo cattolico italiano († 1775)
- 1709 - Francesco Araja, compositore italiano
- 1714 - Nicolaus de Béguelin, fisico, scrittore e matematico svizzero († 1789)
- 1726 - Alessandro Maria Calefati, vescovo cattolico, archeologo e storico italiano († 1793)
- 1728 - Shah 'Alam II, imperatore indiano († 1806)
- 1737 - Charles Fitzroy, I barone Southampton, nobile e ufficiale inglese († 1797)
- 1737 - Francesco La Vega, archeologo, ingegnere militare e architetto italiano († 1804)
- 1748 - Francesco Saverio Buonomo, vescovo cattolico italiano († 1827)
- 1755 - Guglielmina d'Assia-Darmstadt, principessa († 1776)
- 1761 - Jacques Claude Beugnot, politico francese († 1835)
- 1762 - Wilhelm Mülhens, profumiere tedesco († 1841)
- 1768 - Lazare Hoche, generale francese († 1797)
- 1769 - Ferdinando Federico di Anhalt-Köthen, generale prussiano († 1830)
- 1770 - Francisco Marcó del Pont, militare spagnolo († 1819)
- 1779 - Jan Paweł Jerzmanowski, generale polacco († 1862)
- 1782 - Vitale Rosi, pedagogista e insegnante italiano († 1851)
- 1782 - Georg Joseph Sidler, politico svizzero († 1861)
- 1785 - Andrea Lombardi, storico e politico italiano († 1849)
- 1786 - Giovanni Battista Naselli, arcivescovo cattolico italiano († 1870)
- 1786 - Paku Alam II, sovrano indonesiano († 1858)
- 1787 - Prospero Pirondi, medico, politico e patriota italiano († 1869)
- 1789 - Giuseppe Francesco Agnelli, imprenditore italiano († 1865)
- 1790 - Gian Lorenzo Cantù, medico e politico italiano († 1869)
- 1790 - Antonietta Pallerini, ballerina italiana († 1870)
- 1790 - Vitório Maria de Sousa Coutinho, politico e militare portoghese († 1857)
- 1793 - Isaac Varian, politico statunitense († 1864)
- 1794 - Ida di Sassonia-Meiningen, principessa tedesca († 1852)
- 1799 - David Douglas, botanico scozzese († 1834)

## XIX secolo(132)
- 1801 - Antonio D'Antoni, compositore e direttore d'orchestra italiano († 1859)
- 1801 - Athanase Fouché, militare francese († 1886)
- 1805 - Carlo Marsili, politico italiano († 1875)
- 1810 - Joseph-Marie Callery, missionario e orientalista italiano († 1862)
- 1811 - John William Casilear, pittore e incisore statunitense († 1893)
- 1813 - Julius Friedländer, numismatico tedesco († 1884)
- 1815 - Anna Grassetti, infermiera, patriota e politica italiana († 1896)
- 1816 - Victor-Félix Bernadou, cardinale e arcivescovo cattolico francese († 1891)
- 1817 - Nicola III Esterházy, nobile ungherese († 1894)
- 1818 - Carlo Fabbricotti, imprenditore e politico italiano († 1910)
- 1818 - Eduard Jäger von Jaxtthal, oculista austriaco († 1884)
- 1818 - Joseph Toronto, missionario italiano († 1883)
- 1819 - Leone Emanuele Bardare, poeta italiano
- 1819 - Camille Ferri-Pisani, generale francese († 1893)
- 1819 - Alessandro Franchi, cardinale e arcivescovo cattolico italiano († 1878)
- 1820 - Ludwig Binswanger, psichiatra svizzero († 1880)
- 1820 - Pomare III, re († 1827)
- 1827 - Rosa von Milde, soprano tedesca († 1906)
- 1828 - Angelo Melotto, presbitero e missionario italiano († 1859)
- 1838 - Eduard Winkelmann, storico tedesco († 1896)
- 1839 - Aleksandr Aleksandrovič Gercen, medico russo († 1906)
- 1840 - Michail Michajlovič Golicyn, generale russo († 1918)
- 1840 - Oscar Jacobsen, chimico tedesco († 1889)
- 1841 - Guillermo Moncada, generale cubano († 1895)
- 1842 - Eloy Alfaro, politico ecuadoriano († 1912)
- 1843 - Giovanni Cesari, cantante castrato italiano († 1904)
- 1843 - Federico di Hohenzollern-Sigmaringen, generale tedesco († 1904)
- 1845 - Georges Nagelmackers, imprenditore belga († 1905)
- 1846 - Enrico Coleman, pittore italiano († 1911)
- 1847 - Ugo Brusati, nobile, generale e politico italiano († 1936)
- 1848 - Gino Vendemini, poeta e politico italiano († 1911)
- 1852 - Antoni Gaudí, architetto spagnolo († 1926)
- 1852 - Antonio Jatta, agronomo e politico italiano († 1912)
- 1853 - Primo Levi, scrittore e giornalista italiano († 1917)
- 1854 - Charles Depéret, geologo e paleontologo francese († 1929)
- 1854 - Antonio Gaetani Di Laurenzana, nobile e politico italiano († 1898)
- 1855 - William Alexander Forbes, zoologo britannico († 1883)
- 1855 - Giovanni Penna, imprenditore, dirigente d'azienda e politico italiano († 1941)
- 1857 - Etelka Gerster, soprano ungherese († 1920)
- 1857 - Michael Herbert, diplomatico inglese († 1903)
- 1857 - Giovanni Tamburini, organaro italiano († 1942)
- 1858 - Georges Courteline, poeta, scrittore e drammaturgo francese († 1929)
- 1860 - Gustave Charpentier, compositore francese († 1956)
- 1861 - Reginald Wingate, generale britannico († 1953)
- 1864 - Oscar Baumann, esploratore, cartografo e etnografo austriaco († 1899)
- 1864 - Walther Nernst, chimico tedesco († 1941)
- 1865 - Robert Henri, pittore statunitense († 1929)
- 1866 - Ralph Allan Sampson, astronomo irlandese († 1939)
- 1868 - Carlo Angelo Conigliani, economista italiano († 1901)
- 1869 - Heinrich Lüders, orientalista, indologo e linguista tedesco († 1943)
- 1870 - Wilhelm Spiegelberg, egittologo tedesco († 1930)
- 1871 - Lionello Perera, banchiere e filantropo italiano († 1942)
- 1871 - Vincenzo Pasquali, scultore italiano († 1940)
- 1871 - Ugo Scalori, politico e banchiere italiano († 1937)
- 1872 - Luise Renner, filantropa austriaca († 1963)
- 1873 - Francesco Alesi, pittore italiano
- 1874 - Pier Silverio Leicht, giurista, storico e bibliotecario italiano († 1956)
- 1874 - Rose O'Neill, fumettista, scrittrice e illustratrice statunitense († 1944)
- 1875 - William V. Mong, attore, regista e sceneggiatore statunitense († 1940)
- 1876 - Vittorio Anedda, dirigente d'azienda e archeologo italiano († 1959)
- 1876 - Amedeo Moscati, avvocato e politico italiano († 1970)
- 1878 - Jean Gallon, pedagogo e compositore francese († 1959)
- 1879 - Clara Burrill Bruce, avvocata, giornalista e scrittrice statunitense († 1947)
- 1880 - Charles Huntziger, generale francese († 1941)
- 1880 - Daniel Lavielle, ginnasta francese
- 1880 - Attilio Perez, architetto e imprenditore italiano († 1961)
- 1881 - Jacques de Baroncelli, regista e sceneggiatore francese († 1951)
- 1881 - Ernesto Buonaiuti, presbitero, storico e antifascista italiano († 1946)
- 1881 - Crystal Eastman, avvocatessa, giornalista e attivista statunitense († 1928)
- 1881 - Hellmuth von Mücke, scrittore e ufficiale tedesco († 1957)
- 1882 - Icilio Calleja, tenore maltese († 1941)
- 1883 - Francesco Cerutti, ciclista su strada italiano
- 1883 - Arthur Robison, regista e sceneggiatore tedesco († 1935)
- 1883 - Alexander Skutecký, architetto slovacco († 1944)
- 1884 - John Burn, canottiere britannico († 1958)
- 1884 - Gilbert Cannan, scrittore e romanziere britannico († 1955)
- 1884 - Daniel-Henri Kahnweiler, mercante d'arte, gallerista e critico d'arte tedesco († 1979)
- 1884 - Guilherme Paraense, tiratore a segno brasiliano († 1968)
- 1884 - Arvid Rydman, ginnasta finlandese († 1953)
- 1884 - Imperatrice Teimei, imperatrice giapponese († 1951)
- 1885 - Giacomo Rosso, vescovo cattolico italiano († 1957)
- 1886 - Henry Arnold, generale statunitense († 1950)
- 1886 - Bruto Caldonazzo, matematico e fisico italiano († 1960)
- 1886 - Vincenzo Forte, militare italiano († 1939)
- 1886 - Francesco Frola, politico, giornalista e scrittore italiano († 1956)
- 1886 - James Francis Louis McIntyre, cardinale e arcivescovo cattolico statunitense († 1979)
- 1886 - Eligio Possenti, critico teatrale e drammaturgo italiano († 1966)
- 1887 - George Abbott, commediografo, sceneggiatore e regista statunitense († 1995)
- 1887 - Frigyes Karinthy, scrittore, poeta e drammaturgo austro-ungarico († 1938)
- 1887 - Joseph Watt, militare inglese († 1955)
- 1888 - Antonius van Loon, tiratore di fune olandese († 1962)
- 1889 - Milutin Borisavljević, architetto serbo († 1969)
- 1889 - Joe Smith, allenatore di calcio e calciatore inglese († 1971)
- 1889 - Florence Tempest, attrice e ballerina statunitense
- 1890 - Dorothy Bernard, attrice statunitense († 1955)
- 1890 - Charlotte Greenwood, attrice e ballerina statunitense († 1977)
- 1890 - Federico Torretta, politico italiano († 1975)
- 1890 - Ugo Zagato, designer e imprenditore italiano († 1968)
- 1891 - Luigi Ugolini, scrittore e giornalista italiano († 1980)
- 1891 - Maria Zamboni, soprano italiano († 1976)
- 1892 - Guido Cavalli, calciatore e dirigente sportivo italiano
- 1892 - Katherine K. Davis, compositrice, paroliera e insegnante statunitense († 1980)
- 1892 - Shirō Ishii, criminale di guerra, microbiologo e generale giapponese († 1959)
- 1893 - Vivien Chartres, violinista britannica († 1941)
- 1893 - Al-Zirikli, letterato e giornalista siriano († 1976)
- 1894 - Joseph Attipetty, arcivescovo cattolico indiano († 1970)
- 1894 - Hermann Oberth, fisico tedesco († 1989)
- 1894 - Dimităr Pešev, politico bulgaro († 1973)
- 1894 - Nazli Sabri, regina egiziana († 1978)
- 1895 - Donald Gallaher, attore e regista statunitense († 1961)
- 1895 - Francesco Gamba, incisore italiano († 1970)
- 1895 - Lionello Quaglia, calciatore italiano († 1962)
- 1896 - Marcello Bofondi, prefetto e politico italiano († 1966)
- 1896 - Vasco Giani, calciatore italiano († 1962)
- 1896 - Georg Jauer, generale tedesco († 1971)
- 1896 - Art Langley, hockeista su ghiaccio statunitense († 1967)
- 1897 - Il'ja Grigor'evič Ioff, medico russo († 1953)
- 1898 - Max Ascoli, politologo italiano († 1978)
- 1898 - William Jordan, canottiere statunitense († 1968)
- 1898 - Kay Sage, pittrice e poetessa statunitense († 1963)
- 1899 - Giuseppe Antonino Biondo, ingegnere italiano († 1988)
- 1899 - Arturo Bresciani, ciclista su strada e pistard italiano († 1948)
- 1899 - Antonio De Miguel, calciatore argentino († 1976)
- 1899 - Lorenzo Giusso, filosofo italiano († 1957)
- 1899 - Karl Kühling, giornalista, scrittore e politico tedesco († 1985)
- 1899 - Margherita di Svezia, principessa svedese († 1977)
- 1899 - Remigio Milano, calciatore italiano († 1976)
- 1899 - Gabriele Mucchi, architetto e pittore italiano († 2002)
- 1900 - Marta Abba, attrice italiana († 1988)
- 1900 - Zinaida Aksent'eva, astronoma sovietica († 1969)
- 1900 - Armando Lauro, calciatore italiano († 1970)
- 1900 - Louis Mountbatten, politico, ammiraglio e nobile britannico († 1979)

## XX secolo(875)
- 1901 - Giovanni Barbini, ufficiale italiano († 1998)
- 1901 - Giacomo Debenedetti, scrittore, saggista e critico letterario italiano († 1967)
- 1901 - Gyula Wilhelm, calciatore ungherese († 1979)
- 1902 - Wanda Bontà, scrittrice e giornalista italiana († 1986)
- 1902 - Lonnie Darling, dirigente sportivo e allenatore di pallacanestro statunitense († 1951)
- 1902 - Li Ziming, insegnante cinese († 1993)
- 1902 - Yasuhito, principe Chichibu, principe e generale giapponese († 1953)
- 1903 - Pierre Brossolette, politico, giornalista e partigiano francese († 1944)
- 1903 - Aurelio Cetica, architetto italiano († 1984)
- 1903 - John English, regista e montatore britannico († 1969)
- 1903 - George Orwell, scrittore, giornalista e saggista britannico († 1950)
- 1903 - Anne Revere, attrice statunitense († 1990)
- 1903 - Robert Skelton, nuotatore statunitense († 1977)
- 1904 - Herman von Artens, tennista austriaco († 1979)
- 1904 - László Barsi, mezzofondista e velocista ungherese († 1975)
- 1904 - Vladimir Konstantinovič Kokkinaki, aviatore sovietico († 1985)
- 1904 - Rolf von Chlingensperg, alpinista e ingegnere tedesco († 1945)
- 1905 - Etrusco Benci, partigiano e antifascista italiano († 1943)
- 1905 - Rezső Szulik, calciatore ungherese († 1969)
- 1905 - Rupert Wildt, astronomo statunitense († 1976)
- 1906 - Roger Livesey, attore britannico († 1976)
- 1906 - Gino Raya, critico letterario e filosofo italiano († 1987)
- 1906 - Dave Trottier, hockeista su ghiaccio canadese († 1956)
- 1907 - Andrea Berardi, giurista, avvocato e pubblicista italiano († 1984)
- 1907 - Franca Dominici, attrice e doppiatrice italiana († 1997)
- 1907 - Hans Jensen, fisico tedesco († 1973)
- 1907 - Enrique Pichon-Rivière, psichiatra argentino († 1977)
- 1907 - Mario Revelli di Beaumont, designer e pilota motociclistico italiano († 1985)
- 1907 - Pedro Rizzetti, calciatore brasiliano († 1986)
- 1907 - Hugo Strauß, canottiere tedesco († 1941)
- 1907 - Arsenij Aleksandrovič Tarkovskij, poeta e traduttore russo († 1989)
- 1907 - Walter Wagner, notaio tedesco († 1945)
- 1908 - Holger Crafoord, imprenditore svedese († 1982)
- 1908 - Willard Van Orman Quine, filosofo e logico statunitense († 2000)
- 1908 - Renato Scorticati, ciclista su strada italiano († 1978)
- 1909 - Arnold Badjou, calciatore belga († 1994)
- 1909 - Pippo Oriani, pittore italiano († 1972)
- 1909 - Giovanni Padoan, antifascista e partigiano italiano († 2007)
- 1910 - Ida Adamoff, tennista francese († 1993)
- 1910 - Enrico Bigatti, presbitero, educatore e antifascista italiano († 1960)
- 1910 - Tadashi Nakajima, aviatore e militare giapponese († 1996)
- 1911 - Reed Hadley, attore statunitense († 1974)
- 1911 - Paride Scacchetti, ciclista su strada italiano († 1969)
- 1911 - William Stein, biochimico statunitense († 1980)
- 1912 - Giovanni Enrico Boccella, arcivescovo cattolico italiano († 1992)
- 1912 - Carmino de Pilla, cestista brasiliano
- 1912 - Nino Franchina, artista, disegnatore e scultore italiano († 1987)
- 1912 - Attilio Mangini, pittore e ceramista italiano († 2004)
- 1912 - Mario Nicolini, calciatore e allenatore di calcio italiano († 1996)
- 1913 - Joan Comas Pausas, pittore, mercante e architetto spagnolo († 2009)
- 1913 - Peko Dapčević, partigiano e generale jugoslavo († 1999)
- 1913 - Mendel Grossman, fotografo polacco († 1945)
- 1913 - John Pickard, attore statunitense († 1993)
- 1913 - Henk van Spaandonck, calciatore olandese († 1982)
- 1914 - Paul Delouvrier, politico francese († 1995)
- 1914 - Guglielmo Giaquinta, vescovo cattolico e teologo italiano († 1994)
- 1914 - Jean Séguy, linguista, docente e filologo francese († 1973)
- 1915 - Peter Lind Hayes, attore e compositore statunitense († 1998)
- 1915 - Whipper Billy Watson, wrestler canadese († 1990)
- 1916 - Mario Negri, scultore e critico d'arte italiano († 1987)
- 1916 - Dénes Pataky, pattinatore artistico su ghiaccio ungherese († 1987)
- 1917 - Nils Karlsson, fondista svedese († 2012)
- 1917 - Claude Seignolle, scrittore francese († 2018)
- 1918 - Giampiero Crespi, aviatore e militare italiano († 2013)
- 1918 - Ken Mayer, attore statunitense († 1985)
- 1918 - Guido Montauti, pittore italiano († 1979)
- 1918 - Percy Howard Newby, scrittore inglese († 1997)
- 1919 - Gianni Baghino, attore italiano († 1995)
- 1919 - Jean-Louis Bory, scrittore, giornalista e critico cinematografico francese († 1979)
- 1919 - Teresio Ricci, storico, poeta e partigiano italiano († 2001)
- 1920 - Lassie Lou Ahern, attrice statunitense († 2018)
- 1920 - Severino Pavan, calciatore italiano
- 1920 - Franco Soresini, storico e scrittore italiano († 2012)
- 1921 - Francesco Bergamasco, calciatore italiano
- 1921 - Eduardo Caianiello, fisico italiano († 1993)
- 1921 - Celia Franca, ballerina e coreografa britannica († 2007)
- 1921 - Carlo Perogalli, architetto e storico dell'architettura italiano († 2005)
- 1921 - Plinio Pinna Pintor, cardiologo, imprenditore e partigiano italiano († 2016)
- 1922 - Vittorio Bergamo, calciatore e allenatore di calcio italiano († 2011)
- 1922 - Jean Desclaux, rugbista a 15, allenatore di rugby a 15 e dirigente sportivo francese († 2006)
- 1923 - Sam Francis, pittore statunitense († 1994)
- 1923 - Dorothy Gilman, scrittrice statunitense († 2012)
- 1923 - Vatroslav Mimica, regista e partigiano jugoslavo († 2020)
- 1924 - Mohamed Benhima, politico marocchino († 1992)
- 1924 - Costante Bernardini, calciatore e cestista italiano († 2001)
- 1924 - Mario Cassurino, partigiano italiano († 1944)
- 1924 - Sidney Lumet, regista, produttore cinematografico e sceneggiatore statunitense († 2011)
- 1924 - Francesco Pocchiari, chimico e farmacologo italiano († 1989)
- 1924 - Cesare Riboldi, partigiano italiano († 1945)
- 1925 - Robert J. Burch, scrittore statunitense († 2007)
- 1925 - Clifton Chenier, musicista e fisarmonicista statunitense († 1987)
- 1925 - Frank Kudelka, cestista statunitense († 1993)
- 1925 - June Lockhart, attrice statunitense
- 1925 - Theodor Prinzing, magistrato tedesco († 2025)
- 1925 - Robert Venturi, architetto statunitense († 2018)
- 1926 - Alfonso Ambrosino, politico italiano († 1998)
- 1926 - Ingeborg Bachmann, poetessa, scrittrice e giornalista austriaca († 1973)
- 1926 - Leon Blevins, cestista e allenatore di pallacanestro statunitense († 1987)
- 1926 - Guido Daurù, intagliatore italiano († 2010)
- 1926 - Benedetto de Besi, partigiano italiano († 1944)
- 1926 - Ken Horne, calciatore inglese († 2015)
- 1926 - Ján Eugen Kočiš, vescovo cattolico slovacco († 2019)
- 1926 - Norm Sloan, cestista e allenatore di pallacanestro statunitense († 2003)
- 1926 - Stig Sollander, sciatore alpino svedese († 2019)
- 1927 - Gerald Freedman, regista teatrale, paroliere e librettista statunitense († 2020)
- 1927 - Nora McDermott, cestista, allenatrice di pallacanestro e pallavolista canadese († 2013)
- 1927 - Antal Róka, marciatore ungherese († 1970)
- 1927 - Arnold Wolfendale, astronomo britannico († 2020)
- 1928 - Aleksej Alekseevič Abrikosov, fisico russo († 2017)
- 1928 - Nicola Adamo, politico italiano († 1980)
- 1928 - Michel Brault, regista e direttore della fotografia canadese († 2013)
- 1928 - Serafín R. Cuevas, giurista e avvocato filippino († 2014)
- 1928 - Peyo, fumettista belga († 1992)
- 1928 - Eleazar Jiménez, scacchista cubano († 2000)
- 1928 - Seki Matsunaga, calciatore giapponese († 2013)
- 1928 - William Russo, musicista, compositore e arrangiatore statunitense († 2003)
- 1928 - Gennaro Sasso, filosofo e storico della filosofia italiano
- 1928 - Alex Toth, fumettista e animatore statunitense († 2006)
- 1928 - Nito Veiga, allenatore di calcio e calciatore argentino († 2004)
- 1928 - Moray Watson, attore inglese († 2017)
- 1929 - Luigi Bazzoni, regista e sceneggiatore italiano († 2012)
- 1929 - Eric Carle, scrittore e illustratore statunitense († 2021)
- 1929 - Bernhard Johansen, calciatore norvegese († 2006)
- 1929 - Francesco Marchisano, cardinale e arcivescovo cattolico italiano († 2014)
- 1929 - Helmut Seibt, pattinatore artistico su ghiaccio austriaco († 1992)
- 1929 - Lino Sentimenti, calciatore italiano († 2020)
- 1930 - Ermanno Benocci, politico italiano († 2004)
- 1930 - Vic Keeble, calciatore inglese († 2018)
- 1930 - Gino Menozzi, ex calciatore italiano
- 1930 - George Murdock, attore statunitense († 2012)
- 1930 - Georgi Čerkelov, attore bulgaro († 2012)
- 1930 - Petar Šegvić, canottiere jugoslavo († 1990)
- 1931 - Jean-Paul Beugnot, cestista francese († 2001)
- 1931 - Rodolfo Carelli, politico e scrittore italiano
- 1931 - Vishwanath Pratap Singh, politico indiano († 2008)
- 1931 - Jacqueline Scott, attrice statunitense († 2020)
- 1931 - Alfred Swift, pistard sudafricano († 2009)
- 1932 - Peter Blake, artista inglese
- 1932 - Régis Boyer, storico delle religioni e linguista francese († 2017)
- 1932 - Gaetano Gifuni, funzionario e politico italiano († 2018)
- 1932 - Tim Parnell, pilota automobilistico britannico († 2017)
- 1932 - Alberto Izzo, architetto italiano († 2019)
- 1932 - Thérèse Marfaing, cestista francese († 2024)
- 1932 - Julian Robertson, imprenditore statunitense († 2022)
- 1932 - Erich Schöppner, pugile tedesco († 2005)
- 1932 - George Sluizer, regista olandese († 2014)
- 1932 - Giovanni Bruno Vicario, psicologo e scrittore italiano († 2020)
- 1933 - James Howard Meredith, attivista statunitense
- 1933 - Michelangelo Pistoletto, artista, pittore e scultore italiano
- 1933 - Giancarlo Rastelli, cardiochirurgo italiano († 1970)
- 1933 - Álvaro Siza, architetto portoghese
- 1933 - Salvatore Trapani, botanico italiano
- 1934 - Dino Basili, giornalista, scrittore e aforista italiano
- 1934 - Paolo Ceccarelli, urbanista italiano
- 1934 - Anna Jalsoviczky, cestista ungherese († 2012)
- 1934 - Hugo Natteri, calciatore peruviano († 2000)
- 1935 - Stanley Brouwn, artista olandese († 2017)
- 1935 - Mario Erpichini, attore italiano
- 1935 - Amilcare Ferretti, allenatore di calcio e ex calciatore italiano
- 1935 - Larry Kramer, drammaturgo, saggista e attivista statunitense († 2020)
- 1935 - Giuseppe Lugato, giornalista italiano († 2010)
- 1935 - Bruno Marraffa, fumettista italiano († 2015)
- 1935 - Gian Lorenzo Mellini, storico dell'arte, docente e collezionista d'arte italiano († 2002)
- 1935 - Charles Sheffield, matematico, fisico e scrittore di fantascienza britannico († 2002)
- 1935 - Richard A. Tonry, politico statunitense († 2012)
- 1935 - Crato di Hohenlohe-Langenburg, nobile tedesco († 2004)
- 1936 - Pavol Bencz, calciatore cecoslovacco († 2012)
- 1936 - B. J. Habibie, politico indonesiano († 2019)
- 1936 - Bert Hölldobler, biologo tedesco
- 1936 - Nivio Sanchini, commediografo, regista e attore italiano († 2011)
- 1936 - Ágnes Szabó, cestista ungherese († 2009)
- 1936 - Tony van Dorp, pallanuotista statunitense († 2010)
- 1937 - Nawaf Al-Ahmad Al-Jaber Al Sabah, emiro kuwaitiano († 2023)
- 1937 - Bolot Bejšenaliev, direttore della fotografia e attore sovietico († 2002)
- 1937 - Giovanni Bolzoni, ex calciatore italiano
- 1937 - Eddie Floyd, cantante, paroliere e compositore statunitense
- 1937 - Vittore Frattini, pittore italiano
- 1937 - Vladimir Novikov, pallanuotista sovietico († 1980)
- 1937 - Keizō Obuchi, politico giapponese († 2000)
- 1937 - Dorel Vișan, attore e poeta rumeno
- 1938 - Augusto Barbera, giurista e ex politico italiano
- 1938 - Pedro Bátiz, allenatore di pallacanestro e dirigente sportivo argentino († 2003)
- 1938 - Miloš Bojović, cestista, allenatore di pallacanestro e giornalista jugoslavo († 2001)
- 1938 - Gianfranco Cecchele, tenore italiano († 2018)
- 1938 - Duilio Del Prete, attore, cantautore e cabarettista italiano († 1998)
- 1938 - Paul Dijoud, politico e funzionario francese
- 1938 - Gianfranco Dioguardi, ingegnere, imprenditore e saggista italiano
- 1938 - Giampiero Littera, attore italiano
- 1938 - Pietro Rende, politico italiano
- 1938 - Yolanda Ventos, ex cestista argentina
- 1939 - Angelo Baracca, fisico e attivista italiano († 2023)
- 1939 - Allen Fox, ex tennista statunitense
- 1939 - Angelo Gargani, magistrato e dirigente pubblico italiano
- 1939 - Andreas Roland Grüntzig, medico e radiologo tedesco († 1985)
- 1939 - Franco Landri, dirigente sportivo e calciatore italiano († 2013)
- 1939 - Curtis McClinton, ex giocatore di football americano statunitense
- 1940 - Judy Amoore, ex velocista e mezzofondista australiana
- 1940 - Peer Augustinski, attore, doppiatore e conduttore radiofonico tedesco († 2014)
- 1940 - Guillermo Castro, ex calciatore salvadoregno
- 1940 - John Connell, artista statunitense († 2009)
- 1940 - Thomas Köhler, ex slittinista tedesco orientale
- 1940 - Juan Carlos Mazzini, cestista argentino († 2013)
- 1940 - Guillermo Ortíz, calciatore messicano († 2009)
- 1940 - Mary Beth Peil, attrice e soprano statunitense
- 1940 - Giovanni Pellegrini, calciatore francese († 1989)
- 1940 - Ugo Rozzo, bibliotecario, bibliografo e storico italiano († 2020)
- 1940 - Alberto Torresani, storico italiano
- 1940 - Shōzō Tsugitani, calciatore giapponese († 1978)
- 1941 - Denys Arcand, regista e sceneggiatore canadese
- 1941 - Gianfranco Lombardi, bassista, arrangiatore e direttore d'orchestra italiano († 2020)
- 1941 - Sergio Marazzi, geografo italiano († 2019)
- 1941 - Floyd Mutrux, regista statunitense
- 1942 - Anatolij Petrovič Bugorskij, fisico russo
- 1942 - Joe Chambers, batterista, pianista e vibrafonista statunitense
- 1942 - Grete Grander, ex sciatrice alpina austriaca
- 1942 - Guillermo Hernández, ex calciatore messicano
- 1942 - Piero Morgia, attore italiano
- 1942 - Luis Paz, calciatore colombiano († 2015)
- 1942 - Willis Reed, cestista, allenatore di pallacanestro e dirigente sportivo statunitense († 2023)
- 1942 - Luis Pedro Santamarina, ciclista su strada spagnolo († 2017)
- 1942 - Bruno Santon, calciatore italiano († 2023)
- 1942 - Norman J. Warren, regista, montatore e produttore cinematografico inglese († 2021)
- 1942 - Wolfgang Zerlett, attore tedesco
- 1943 - Antonio Bulgheroni, ex dirigente d'azienda, ex cestista e dirigente sportivo italiano
- 1943 - Giorgio Cardetti, giornalista e politico italiano († 2008)
- 1943 - Giannella De Marco, direttrice d'orchestra italiana († 2010)
- 1943 - Vittorio Feltri, giornalista e saggista italiano
- 1943 - Gilberto Isella, poeta, traduttore e critico letterario svizzero
- 1943 - Fatma Ruffini, autrice televisiva e produttrice televisiva italiana
- 1943 - Carly Simon, cantautrice statunitense
- 1943 - Roberto Vecchioni, cantautore, paroliere e scrittore italiano
- 1943 - Michael Vejar, regista statunitense
- 1944 - Prince Amartey, pugile ghanese († 2022)
- 1944 - Judith Dolan, costumista statunitense
- 1944 - Yasumasa Hane, goista giapponese
- 1944 - Ricardo Salgado, economista e banchiere portoghese
- 1944 - Mihajlo Vuković, cestista e allenatore di pallacanestro jugoslavo († 2021)
- 1944 - Bernard Wrightson, tuffatore statunitense
- 1945 - Carolyn Cheeks Kilpatrick, politica statunitense
- 1945 - Gerry Rinaldi, sciatore alpino e dirigente sportivo canadese († 2017)
- 1945 - Labi Siffre, cantautore e poeta britannico
- 1945 - Türkan Şoray, attrice e produttrice cinematografica turca
- 1945 - Clint Warwick, bassista inglese († 2004)
- 1945 - Salomé de Bahia, cantante brasiliana
- 1946 - Roméo Dallaire, generale e politico canadese
- 1946 - Ulrik le Fevre, procuratore sportivo e calciatore danese († 2024)
- 1946 - Fiorella Ghilardotti, sindacalista e politica italiana († 2005)
- 1946 - Henk van Kessel, pilota motociclistico olandese
- 1946 - Allen Lanier, chitarrista, cantante e polistrumentista statunitense († 2013)
- 1946 - Ian McDonald, cantante, polistrumentista e compositore britannico († 2022)
- 1946 - Antonio Pappalardo, generale e politico italiano
- 1946 - Jerzy Plebanek, ex cestista e allenatore di pallacanestro polacco
- 1946 - John Tudor, calciatore inglese († 2025)
- 1947 - Gregory Chaitin, matematico e informatico argentino
- 1947 - Jerry Douglas, militare e allenatore di football americano statunitense
- 1947 - Guido Fuga, architetto e fumettista italiano
- 1947 - Gonzalo García Pelayo, imprenditore spagnolo
- 1947 - Chip Glass, ex giocatore di football americano statunitense
- 1947 - Åge Johansen, ex calciatore norvegese
- 1947 - Paolo Marcellini, matematico italiano
- 1947 - John Powell, discobolo statunitense († 2022)
- 1947 - Mário Reis, allenatore di calcio e ex calciatore portoghese
- 1947 - John Maddox Roberts, scrittore statunitense († 2024)
- 1947 - Paul Savage, giocatore di curling canadese
- 1947 - Jimmie Walker, attore e comico statunitense
- 1948 - Manuel Bento, calciatore portoghese († 2007)
- 1948 - Dino Cappa, bassista e arrangiatore italiano
- 1948 - Michael Lembeck, regista e attore statunitense
- 1948 - Andrée Ruth Shammah, regista teatrale e direttrice artistica italiana
- 1949 - Michael Barbiero, produttore discografico, musicista e compositore statunitense
- 1949 - Dan Barker, scrittore e musicista statunitense
- 1949 - Brigitte Bierlein, giurista e politica austriaca († 2024)
- 1949 - Phyllis George, modella e conduttrice televisiva statunitense († 2020)
- 1949 - Patrick Tambay, pilota automobilistico, telecronista sportivo e politico francese († 2022)
- 1949 - Marie-Michelle Vallon, ex cestista francese
- 1950 - Tat'jana Averina, pattinatrice di velocità su ghiaccio sovietica († 2001)
- 1950 - Thomas Jefferson Byrd, attore statunitense († 2020)
- 1950 - Giovanni Licheri, scenografo italiano
- 1950 - Gianfranco Platto, ex calciatore italiano
- 1950 - Marcello Toninelli, fumettista italiano
- 1950 - Patrizia Viotti, attrice e modella italiana († 1994)
- 1951 - Ernest Dickerson, regista, direttore della fotografia e sceneggiatore statunitense
- 1951 - Stuart Robert Glass, avventuriero e velista canadese († 1978)
- 1951 - John M. Paxton Jr., generale statunitense
- 1951 - Emmanuel Sanon, allenatore di calcio e calciatore haitiano († 2008)
- 1951 - Lee Wilkof, attore statunitense
- 1952 - Alan D. Altieri, scrittore, traduttore e sceneggiatore italiano († 2017)
- 1952 - Paola Cardia, ex calciatrice italiana
- 1952 - Péter Erdő, cardinale e arcivescovo cattolico ungherese
- 1952 - Tim Finn, cantante e chitarrista neozelandese
- 1952 - Silvio Fraquelli, ex astista italiano
- 1952 - Leonard Lance, politico statunitense
- 1952 - Nugzari Mshvenieradze, ex pallanuotista sovietico
- 1952 - Al Parker, attore pornografico statunitense († 1992)
- 1952 - Jari Puikkonen, ex saltatore con gli sci finlandese
- 1952 - Miguel Sousa Tavares, scrittore e giornalista portoghese
- 1952 - Klaus Teuber, autore di giochi tedesco († 2023)
- 1952 - Radka Toneff, cantautrice e compositrice norvegese († 1982)
- 1952 - Ferdi Van Den Haute, ex ciclista su strada e pistard belga
- 1953 - Ginetto Campanini, regista italiano
- 1953 - Dillinger, cantante giamaicano
- 1953 - Antonio Hernández, regista e sceneggiatore spagnolo
- 1953 - Ilse Kaschube, ex canoista tedesca
- 1953 - Agostino Marangolo, batterista italiano
- 1953 - Luciano Rossi, politico italiano
- 1953 - Udo Samel, attore tedesco
- 1954 - Igor' Lisovskij, ex pattinatore artistico su ghiaccio sovietico
- 1954 - Washington Olivera, ex calciatore uruguaiano
- 1954 - David Paich, cantante, tastierista e produttore discografico statunitense
- 1954 - Lina Romay, attrice e attrice pornografica spagnola († 2012)
- 1954 - Daryush Shokof, regista, scrittore e filosofo iraniano
- 1954 - Sonia Sotomayor, magistrato statunitense
- 1954 - George Șerban, politico e giornalista rumeno († 1999)
- 1955 - Fortunato Calvino, sceneggiatore, regista teatrale e drammaturgo italiano
- 1955 - Robert Dwayne Gruss, vescovo cattolico statunitense
- 1955 - Glenn Hagan, ex cestista statunitense
- 1955 - Michael McShane, attore, cantante e doppiatore statunitense
- 1955 - Maurizia Paradiso, conduttrice televisiva e ex attrice pornografica italiana
- 1955 - Kurt Pinkall, ex calciatore tedesco
- 1955 - Pintinho, ex calciatore brasiliano
- 1955 - Alberto Rocchetti, tastierista e pianista italiano
- 1955 - Victor Manuel Vucetich, allenatore di calcio messicano
- 1956 - Anthony Bourdain, cuoco, gastronomo e scrittore statunitense († 2018)
- 1956 - Franco La Torre, attivista e ambientalista italiano
- 1956 - Hans Maldonado, calciatore ecuadoriano († 1999)
- 1956 - Frank Paschek, ex lunghista tedesco
- 1956 - Al Slater, militare britannico († 1984)
- 1956 - Juan Soto Quintana, ex calciatore cileno
- 1956 - Boris Trajkovski, politico macedone († 2004)
- 1956 - Chloe Webb, attrice statunitense
- 1957 - Giuseppe Cederna, attore e scrittore italiano
- 1957 - Rui Costa Pimenta, giornalista e politico brasiliano
- 1957 - Dario Galli, politico italiano
- 1957 - William Goh Seng Chye, cardinale e arcivescovo cattolico singaporiano
- 1957 - Reggie Johnson, ex cestista statunitense
- 1957 - Dieter Kalka, scrittore, cantautore e paroliere tedesco
- 1957 - Nick Screnci, ex rugbista a 15, allenatore di rugby a 15 e imprenditore statunitense
- 1958 - Serık Ahmetov, politico kazako
- 1958 - George Becali, politico, imprenditore e dirigente sportivo rumeno
- 1958 - Giovanni Carroni, attore, scrittore e regista italiano
- 1958 - Elin Brimheim Heinesen, musicista e giornalista faroese
- 1958 - Pasquale Menchise, direttore d'orchestra italiano
- 1958 - Yigal Naor, attore israeliano
- 1958 - Marco Odino, musicista italiano
- 1958 - Tetsuya Saruwatari, fumettista giapponese
- 1958 - Damien Demento, ex wrestler e scultore statunitense
- 1958 - Oscar van Dillen, compositore olandese
- 1959 - Lucian Bălan, calciatore e allenatore di calcio rumeno († 2015)
- 1959 - Alberto Bergossi, procuratore sportivo e ex calciatore italiano
- 1959 - Ștefan Constantin, ex rugbista a 15 rumeno
- 1959 - Lutz Dombrowski, ex lunghista tedesco
- 1959 - Rob Gonsalves, pittore canadese († 2017)
- 1959 - Jeff Hastings, ex saltatore con gli sci statunitense
- 1959 - Serhij Jaščenko, allenatore di calcio e ex calciatore ucraino
- 1959 - Kostadin Kostadinov, ex calciatore bulgaro
- 1959 - David Larson, ex nuotatore statunitense
- 1959 - Vinko Pandurević, militare serbo
- 1959 - Ferdinand Richard, bassista e compositore francese
- 1959 - Barbara Rosiek, scrittrice, poetessa e psicologa polacca († 2020)
- 1959 - Paris Themmen, attore statunitense
- 1960 - Halim Ben Mabrouk, ex calciatore algerino
- 1960 - Giuseppe Ciccarone, economista italiano
- 1960 - Nicola Di Girolamo, politico italiano
- 1960 - Carola Dombeck, ex ginnasta tedesca
- 1960 - Juan Carlos Elizalde Espinal, vescovo cattolico spagnolo
- 1960 - Eve Gordon, attrice statunitense
- 1960 - Giovanni Guerrini, ex calciatore italiano
- 1960 - Vittorio Hösle, filosofo, saggista e traduttore italiano
- 1960 - Craig Johnston, ex calciatore australiano
- 1960 - Svetlana Kitova, mezzofondista russa († 2015)
- 1960 - Laetitia Meignan, ex judoka francese
- 1960 - Laurent Rodriguez, ex rugbista a 15, allenatore di rugby a 15 e dirigente sportivo francese
- 1960 - Blandine Roudet, ex cestista francese
- 1960 - Aldo Serena, ex calciatore italiano
- 1960 - Pierluigi Serra, scrittore, giornalista e calligrafo italiano
- 1960 - Mick Waitt, allenatore di calcio e ex calciatore neozelandese
- 1961 - Timur Bekmambetov, regista e produttore cinematografico kazako
- 1961 - Marcelo Díaz, ex giocatore di calcio a 5 argentino
- 1961 - Ricky Gervais, comico, attore e regista britannico
- 1961 - Massimo Ghirotto, dirigente sportivo e ex ciclista su strada italiano
- 1961 - Shawn Layden, dirigente d'azienda statunitense
- 1961 - Sergej Paramonov, cantante sovietico († 1998)
- 1962 - Cato Andersen, ex calciatore norvegese
- 1962 - Bussunda, umorista, personaggio televisivo e autore televisivo brasiliano († 2006)
- 1962 - Giulio Drago, calciatore italiano († 2025)
- 1962 - Dan Heimiller, giocatore di poker statunitense
- 1962 - Kristinn Hrafnsson, giornalista islandese
- 1962 - Claudia Montero, compositrice e pianista argentina († 2021)
- 1962 - Luca Moz, ex calciatore italiano
- 1962 - José Daniel Ponce, ex calciatore argentino
- 1962 - Nadarajah Raviraj, politico e avvocato cingalese († 2006)
- 1962 - Martin Schützenauer, ex bobbista e ex velocista austriaco
- 1963 - Cecilia García, ex cestista spagnola
- 1963 - Doug Gilmour, ex hockeista su ghiaccio e allenatore di hockey su ghiaccio canadese
- 1963 - John Benjamin Hickey, attore statunitense
- 1963 - George Michael, cantante, compositore e produttore discografico britannico († 2016)
- 1963 - Thierry Marie, ex ciclista su strada e pistard francese
- 1963 - Yann Martel, scrittore canadese
- 1963 - Li Shufu, imprenditore e manager cinese
- 1963 - Super Cat, cantante e disc jockey giamaicano
- 1963 - Aleksandr Zločevskij, scacchista russo
- 1964 - Dell Curry, ex cestista e allenatore di pallacanestro statunitense
- 1964 - Erica Gimpel, attrice statunitense
- 1964 - Johnny Herbert, ex pilota automobilistico britannico
- 1964 - Greg Raymer, giocatore di poker statunitense
- 1964 - Emma Suárez, attrice spagnola
- 1964 - Ernst Vettori, ex saltatore con gli sci austriaco
- 1964 - Zeng Jinlian, cinese († 1982)
- 1965 - Jean Castex, funzionario e politico francese
- 1965 - Carlotta Cerquetti, regista italiana
- 1965 - Sašo Grajf, ex biatleta e ex fondista sloveno
- 1965 - Bernhard Knauß, ex sciatore alpino austriaco
- 1965 - Sabrina Marciano, attrice italiana
- 1965 - Giovanni Peragine, arcivescovo cattolico italiano
- 1965 - Stefano Pezzin, ex cestista italiano
- 1965 - Ermanno Piacentini, allenatore di pallavolo italiano
- 1965 - Kerri Pottharst, ex giocatrice di beach volley australiana
- 1966 - Mario Galeani, pianista italiano
- 1966 - Kelly Keeling, cantante e chitarrista statunitense
- 1966 - Dikembe Mutombo, cestista della Repubblica Democratica del Congo († 2024)
- 1966 - Michael Tauson, ex tennista danese
- 1966 - Carlos Antonio Torres, ex calciatore peruviano
- 1966 - Monica Zapelli, sceneggiatrice italiana
- 1966 - Jurij Čerednik, allenatore di pallavolo e ex pallavolista sovietico
- 1967 - Fabrizio Cattani, regista e sceneggiatore italiano
- 1967 - Joycenara Batista, ex cestista brasiliana
- 1967 - Stefan Krauß, dirigente sportivo e ex sciatore alpino tedesco
- 1967 - Ian Lockhart, ex cestista bahamense
- 1967 - Alfredo Macchi, giornalista e fotografo italiano
- 1967 - Martín Orozco Sandoval, politico messicano
- 1967 - Pierluigi Prete, allenatore di calcio e ex calciatore italiano
- 1967 - Andrej Aljakseevič Raŭkoŭ, generale e politico bielorusso
- 1967 - Matteo Rosso, politico italiano
- 1967 - Sipan Shiraz, poeta, pittore e scultore armeno († 1997)
- 1967 - Niels van der Zwan, ex canottiere olandese
- 1967 - Valentin Ștefan, ex calciatore rumeno
- 1968 - Chae Shi-ra, attrice sudcoreana
- 1968 - Claudio Coldebella, dirigente sportivo, allenatore di pallacanestro e ex cestista italiano
- 1968 - Daniela Galassi, ex nuotatrice sammarinese
- 1968 - Adrian Garvey, ex rugbista a 15 e dirigente sportivo zimbabwese
- 1968 - Vaios Karagiannīs, allenatore di calcio e ex calciatore greco
- 1968 - Chris Kontos, batterista statunitense
- 1968 - Dominik Krieger, ex ciclista su strada tedesco
- 1968 - Roberto Lacorte, pilota automobilistico e imprenditore italiano
- 1968 - Tom Maxwell, chitarrista statunitense
- 1968 - Dorinel Munteanu, allenatore di calcio e ex calciatore rumeno
- 1968 - David Pajo, musicista statunitense
- 1968 - Zaur Qarayev, ex calciatore azero
- 1968 - Nathalie Sagna, ex cestista senegalese
- 1968 - Estanislao Struway, ex calciatore paraguaiano
- 1969 - Duane Cooper, ex cestista statunitense
- 1969 - Hunter Foster, attore statunitense
- 1969 - Juan Jesús Gutiérrez, ex fondista spagnolo
- 1969 - Paul Koech, mezzofondista e maratoneta keniota († 2018)
- 1969 - Vicente Martínez Bas, ex giocatore di calcio a 5 spagnolo
- 1969 - Igor Righetti, giornalista, conduttore televisivo e conduttore radiofonico italiano
- 1969 - Antonio Scurati, scrittore e giornalista italiano
- 1969 - Jurgen Streppel, allenatore di calcio e ex calciatore olandese
- 1969 - Zim Zum, musicista e compositore statunitense
- 1970 - Paula Almerares, soprano argentino
- 1970 - Patrizia Bisinella, politica italiana
- 1970 - Aleksandr Boričevskij, ex discobolo russo
- 1970 - Ricardo Bravo, ex calciatore peruviano
- 1970 - Dino Grossi, allenatore di hockey su ghiaccio e ex hockeista su ghiaccio canadese
- 1970 - Philip Haagdoren, allenatore di calcio e ex calciatore belga
- 1970 - Irene Halvorsen, giornalista e ex sciatrice alpina norvegese
- 1970 - Roope Latvala, chitarrista finlandese
- 1970 - Maria Ligorio, ex atleta paralimpica italiana
- 1970 - Erki Nool, ex multiplista e politico estone
- 1970 - Émile Ntamack, ex rugbista a 15 e allenatore di rugby a 15 francese
- 1970 - Maurizio Pozzi, ex fondista italiano
- 1970 - Jordi Singla, ex cestista spagnolo
- 1970 - Joe Woods, allenatore di football americano statunitense
- 1971 - Éric Descombes, allenatore di calcio e ex calciatore mauritano
- 1971 - Rod Kafer, ex rugbista a 15, allenatore di rugby a 15 e dirigente sportivo australiano
- 1971 - Angela Kinsey, attrice statunitense
- 1971 - Jarvis Lang, ex cestista statunitense
- 1971 - Neil Lennon, allenatore di calcio e ex calciatore nordirlandese
- 1971 - Jason Lewis, attore e modello statunitense
- 1971 - Scott Maslen, attore e modello inglese
- 1971 - Álvaro Pacheco, allenatore di calcio e ex calciatore portoghese
- 1971 - Aquiles Priester, batterista brasiliano
- 1971 - Luca Randazzo, scrittore italiano
- 1971 - Robert Reichel, ex hockeista su ghiaccio ceco
- 1971 - Patrick Sensburg, politico tedesco
- 1972 - Pablo Caballero Cáceres, ex calciatore paraguaiano
- 1972 - Saif al-Islam Gheddafi, politico libico
- 1972 - Wangechi Mutu, artista keniana
- 1972 - Cyrille Watier, ex calciatore francese
- 1972 - Haluk Yıldırım, ex cestista turco
- 1973 - Alessio Cremonini, regista e sceneggiatore italiano
- 1973 - Milan Hnilička, ex hockeista su ghiaccio ceco
- 1973 - Zoran Njeguš, allenatore di calcio e ex calciatore serbo
- 1973 - Marcelo Ramos, ex calciatore brasiliano
- 1973 - Jamie Redknapp, ex calciatore inglese
- 1973 - Nuno Resende, cantante portoghese
- 1973 - Marco Sodini, allenatore di pallacanestro italiano
- 1974 - Morten Bisgaard, ex calciatore danese
- 1974 - Paola Bragantini, bibliotecaria e politica italiana
- 1974 - Ernesto Carbone, politico italiano
- 1974 - Jeff Cohen, attore statunitense
- 1974 - André-Joël Eboué, ex calciatore camerunese
- 1974 - Karisma Kapoor, attrice indiana
- 1974 - Anna Melis, scrittrice italiana
- 1974 - Glen Metropolit, allenatore di hockey su ghiaccio e ex hockeista su ghiaccio canadese
- 1974 - Ngapaku Ngapaku, ex rugbista a 15 neozelandese
- 1974 - Elena Peduzzi, scrittrice italiana
- 1974 - Alessandro Tonolli, allenatore di pallacanestro e ex cestista italiano
- 1974 - Joachim Walltin, ex calciatore norvegese
- 1975 - Derek Adams, allenatore di calcio e ex calciatore scozzese
- 1975 - Mohammed Camara, ex calciatore guineano
- 1975 - Linda Cardellini, attrice statunitense
- 1975 - Chenoa, cantante argentina
- 1975 - Albert Costa, allenatore di tennis e ex tennista spagnolo
- 1975 - Michael Dickerson, ex cestista statunitense
- 1975 - Michalīs Koukoulakīs, ex arbitro di calcio greco
- 1975 - Vladimir Borisovič Kramnik, scacchista russo
- 1975 - Michele Merkin, conduttrice televisiva, modella e attrice statunitense
- 1975 - Markus Ober, pilota motociclistico tedesco
- 1975 - Qiu Jian, tiratore a segno cinese
- 1975 - Selvaggia Quattrini, attrice, doppiatrice e direttrice del doppiaggio italiana
- 1975 - David Stefani, allenatore di calcio e ex calciatore italiano
- 1976 - Joanna Clark, pentatleta britannica
- 1976 - Patrick Cogoli, ex sciatore alpino italiano
- 1976 - Callum Davidson, allenatore di calcio e ex calciatore scozzese
- 1976 - Axelle Guiguet, pentatleta francese
- 1976 - Rabia Kazan, giornalista e scrittrice turca
- 1976 - Maurren Maggi, lunghista e ostacolista brasiliana
- 1976 - Sylvain N'Diaye, ex calciatore senegalese
- 1976 - Melodie Ngatai, ex rugbista a 15 neozelandese
- 1976 - Carlos Nieto, ex rugbista a 15 italiano
- 1976 - Julio César Simonato Cordeiro, giocatore di calcio a 5 brasiliano
- 1976 - Carlos Vera, arbitro di calcio ecuadoriano
- 1976 - Neil Walker, ex nuotatore statunitense
- 1976 - Gavin Williamson, politico britannico
- 1977 - Irena Baranauskaitė, cestista lituana
- 1977 - Josh Braaten, attore statunitense
- 1977 - George Datoru, ex calciatore nigeriano
- 1977 - Federico Elduayen, ex calciatore uruguaiano
- 1977 - Pasi Häkkinen, allenatore di hockey su ghiaccio e ex hockeista su ghiaccio finlandese
- 1977 - Layla, modella e ex wrestler britannica
- 1977 - Fernanda Lima, modella, attrice e conduttrice televisiva brasiliana
- 1977 - Marcello Martini, conduttore televisivo italiano
- 1977 - Marco Mazza, ex mezzofondista italiano
- 1977 - Pascale Michaud, attrice francese
- 1977 - Adrián Romero González, ex calciatore uruguaiano
- 1977 - Naoya Tsukahara, ginnasta giapponese
- 1977 - Yuichi Yoda, ex calciatore giapponese
- 1978 - Denis Barbe, ex calciatore seychellese
- 1978 - Cookie Belcher, ex cestista statunitense
- 1978 - Danilo Brugia, attore e cantante italiano
- 1978 - Chuckie, disc jockey surinamese
- 1978 - Stefano Cussotto, pallavolista italiano
- 1978 - Raffaele Esposito, attore italiano
- 1978 - Alessia Mancini, conduttrice televisiva e showgirl italiana
- 1978 - Miki Nakao, nuotatrice giapponese
- 1978 - Ēriks Pelcis, ex calciatore e ex giocatore di calcio a 5 lettone
- 1978 - Aramis Ramírez, ex giocatore di baseball dominicano
- 1978 - Andrij Raspopov, ex calciatore ucraino
- 1978 - Aftab Shivdasani, attore indiano
- 1978 - Marcus Stroud, ex giocatore di football americano statunitense
- 1978 - Massimo Tataranni, hockeista su pista e allenatore di hockey su pista italiano
- 1979 - Wisdom Fofo Agbo, ex calciatore ghanese
- 1979 - Omar Berdiýew, calciatore turkmeno († 2023)
- 1979 - Lisa Bremseth, ex sciatrice alpina norvegese
- 1979 - Hirooki Goto, wrestler giapponese
- 1979 - Jan Gustafsson, scacchista tedesco
- 1979 - Richard Daniel Hughes, ex calciatore scozzese
- 1979 - Daniel Huňa, ex calciatore ceco
- 1979 - Nicholas Jarecki, regista, sceneggiatore e produttore cinematografico statunitense
- 1979 - Daniel Jensen, ex calciatore danese
- 1979 - Sébastien Joly, dirigente sportivo e ex ciclista su strada francese
- 1979 - Marianna Lymperta, ex nuotatrice greca
- 1979 - Ingrid Muccitelli, conduttrice televisiva e giornalista italiana
- 1979 - Haddy N'jie, cantante, giornalista e conduttrice televisiva norvegese
- 1979 - Busy Philipps, attrice e personaggio televisivo statunitense
- 1979 - Sabrina Porini, ex pallamanista italiana
- 1979 - Silvana Tirinzoni, giocatrice di curling svizzera
- 1979 - Rob van der Loo, bassista e compositore olandese
- 1980 - Sébastien Caron, hockeista su ghiaccio canadese
- 1980 - Inma Cuesta, attrice spagnola
- 1980 - Sarah Daninthe, schermitrice francese
- 1980 - Esther Elisha, attrice italiana
- 1980 - Jack Jaselli, cantautore e chitarrista italiano
- 1980 - Jermaine Johnson, calciatore giamaicano
- 1980 - Philippe Lacheau, attore, comico e cabarettista francese
- 1980 - Shannon Lucio, attrice statunitense
- 1980 - Diana Morant, politica spagnola
- 1980 - Robert Müller, hockeista su ghiaccio tedesco († 2009)
- 1980 - Alexandru Nazare, politico rumeno
- 1980 - Mattia Signorini, scrittore italiano
- 1980 - Frane Čačić, ex calciatore croato
- 1981 - Simon Ammann, saltatore con gli sci svizzero
- 1981 - Magnus Andersson, allenatore di sci alpino e ex sciatore alpino svedese
- 1981 - Marco Capanna, ex pallanuotista e allenatore di pallanuoto italiano
- 1981 - Laccio, coreografo, ballerino e direttore artistico italiano
- 1981 - Yohann Gène, ex ciclista su strada francese
- 1981 - Jan Jagla, ex cestista tedesco
- 1981 - Dieudonné Minoungou, ex calciatore burkinabé
- 1981 - Irina Osipova, ex cestista russa
- 1981 - Matt Schaub, ex giocatore di football americano statunitense
- 1981 - Sheridan Smith, attrice, cantante e ballerina britannica
- 1981 - Rūta Ščiogolevaitė, cantante lituana
- 1982 - William Bonnet, ex ciclista su strada francese
- 1982 - Cécile Cassel, attrice e cantautrice francese
- 1982 - Frank Demouge, ex calciatore olandese
- 1982 - A'ala Hubail, ex calciatore bahreinita
- 1982 - Rain, cantante e attore sudcoreano
- 1982 - Michail Južnyj, ex tennista e allenatore di tennis russo
- 1982 - Andrej Kobenko, ex calciatore russo
- 1982 - Tom Lipinski, attore statunitense
- 1982 - Claudia Morandini, conduttrice televisiva, conduttrice radiofonica e ex sciatrice alpina italiana
- 1982 - Fernando Navarro, ex calciatore spagnolo
- 1982 - Erik Pears, ex giocatore di football americano statunitense
- 1982 - Artim Položani, allenatore di calcio e ex calciatore macedone
- 1982 - Lola Ponce, cantante e attrice argentina
- 1982 - Small Hands, attore pornografico e cantante statunitense
- 1982 - Guillermo Vallori, ex calciatore spagnolo
- 1983 - Eman, cantante italiano
- 1983 - Alani "La La" Anthony, personaggio televisivo, produttrice televisiva e attrice statunitense
- 1983 - Cristian Baroni, ex calciatore brasiliano
- 1983 - Gunnar Braito, ex hockeista su ghiaccio italiano
- 1983 - Salvatore Carbone, rugbista a 15 italiano
- 1983 - Pegah Ferydoni, attrice iraniana
- 1983 - Daniele Gastaldello, allenatore di calcio e ex calciatore italiano
- 1983 - Marc Janko, ex calciatore austriaco
- 1983 - Marcin Kikut, ex calciatore polacco
- 1983 - Cleo, cantante polacca
- 1983 - Pavel Mezlík, calciatore ceco
- 1983 - Jovani, produttore discografico, disc jockey e conduttore televisivo lituano
- 1983 - Tommaso Paradiso, cantautore italiano
- 1983 - Yassir Raad, calciatore iracheno
- 1983 - Ljubov' Šutova, schermitrice russa
- 1984 - Fatih Atık, ex calciatore francese
- 1984 - Guillermo Beltrán, calciatore paraguaiano
- 1984 - Lauren Bush, modella e stilista statunitense
- 1984 - David Chodounsky, ex sciatore alpino statunitense
- 1984 - Kay van Dijk, pallavolista olandese
- 1984 - Killian Donnelly, attore e cantante irlandese
- 1984 - Indigo, attrice statunitense
- 1984 - Reinaldo Kalari, allenatore di calcio, ex calciatore e ex giocatore di calcio a 5 albanese
- 1984 - Romano Lemm, hockeista su ghiaccio svizzero
- 1984 - Paul McDonald, ex sciatore alpino statunitense
- 1984 - Natalia Mrozińska, ex cestista polacca
- 1984 - Sanja Papić, modella serba
- 1984 - Melanie Wilson, canottiera britannica
- 1985 - Daniel Bard, giocatore di baseball statunitense
- 1985 - Maria Bartkowski, schermitrice tedesca
- 1985 - Demetric Bennett, ex cestista statunitense
- 1985 - Scott Brown, allenatore di calcio e ex calciatore scozzese
- 1985 - Ezequiel Brítez, ex calciatore argentino
- 1985 - Piotr Celeban, ex calciatore polacco
- 1985 - Lucian Chețan, ex calciatore rumeno
- 1985 - Adane Girma, ex calciatore etiope
- 1985 - Aurore Jéan, ex fondista francese
- 1985 - Anton Korobov, scacchista ucraino
- 1985 - Sławomir Kuczko, nuotatore polacco
- 1985 - Jillian Loyden, ex calciatrice e allenatrice di calcio statunitense
- 1985 - Karim Matmour, ex calciatore algerino
- 1985 - Daniel Miret, allenatore di pallacanestro spagnolo
- 1985 - Wings Pierre-Louis, calciatore haitiano
- 1985 - Annaleigh Ashford, attrice e cantante statunitense
- 1985 - Ekaterina Šichova, pattinatrice di velocità su ghiaccio russa
- 1985 - Tomasz Sokolowski, ex calciatore norvegese
- 1985 - Børre Steenslid, allenatore di calcio e ex calciatore norvegese
- 1985 - Om Thavrak, calciatore cambogiano
- 1985 - João Leonardo de Paula Reginato, calciatore brasiliano
- 1986 - Moamen Abouelanin, ex cestista egiziano
- 1986 - Gonçalo Abreu, ex calciatore portoghese
- 1986 - Mohammed Ali Karim, calciatore iracheno
- 1986 - Sean Barnette, cestista statunitense
- 1986 - Megan Burns, musicista e attrice inglese
- 1986 - Mauro Canal, giocatore di calcio a 5 brasiliano
- 1986 - Charlie Davies, ex calciatore statunitense
- 1986 - Merve Dizdar, attrice turca
- 1986 - Nadia Fanchini, ex sciatrice alpina italiana
- 1986 - Labinot Ibrahimi, calciatore kosovaro
- 1986 - Abdul-Yakuni Iddi, ex calciatore ghanese
- 1986 - Rory Kockott, rugbista a 15 sudafricano
- 1986 - Jean Romaric Kevin Koffi, calciatore ivoriano
- 1986 - Tau, rapper polacco
- 1986 - Lee Ho-suk, ex pattinatore di short track sudcoreano
- 1986 - Nijaz Lena, ex calciatore macedone
- 1986 - Aya Matsuura, cantante e attrice giapponese
- 1986 - Tasmin Mitchell, ex cestista statunitense
- 1986 - Leslie Nate, calciatore salomonese
- 1986 - Guillaume Quellier, ex calciatore francese
- 1986 - Sudha Singh, siepista e maratoneta indiana
- 1986 - Wojciech Theiner, ex altista polacco
- 1986 - Seda Tokatlıoğlu, pallavolista turca
- 1986 - Aliannis Urgellés, calciatore cubano
- 1986 - Pontus Wernbloom, ex calciatore svedese
- 1986 - Marcel Wyss, ciclista su strada svizzero
- 1986 - Samuel Yeboah, ex calciatore ghanese
- 1987 - Maurice Acker, ex cestista statunitense
- 1987 - Elis Bakaj, ex calciatore albanese
- 1987 - Elsa Baquerizo, giocatrice di beach volley spagnola
- 1987 - Ida Elise Broch, attrice norvegese
- 1987 - Ben Coakwell, bobbista canadese
- 1987 - Claudio Corti, pilota motociclistico italiano
- 1987 - Alissa Czisny, pattinatrice artistica su ghiaccio statunitense
- 1987 - Joel Dennerley, pallanuotista australiano
- 1987 - Vouho, calciatore ivoriano
- 1987 - Taisuke Fujigaya, cantante e attore giapponese
- 1987 - Sandrine Gruda, cestista francese
- 1987 - Sasha Velour, designer e illustratrice statunitense
- 1987 - Hayami Kishimoto, cantante giapponese
- 1987 - Antonio Leal, schermidore venezuelano
- 1987 - Lil' Wil, rapper statunitense
- 1987 - Namori, fumettista giapponese
- 1987 - Giulia Orlandi, calciatrice italiana
- 1987 - Oleksij Pryhorov, tuffatore ucraino
- 1987 - Jonathan Sandoval, calciatore uruguaiano
- 1987 - Isabella Tovaglieri, politica italiana
- 1987 - Rafael Valls, dirigente sportivo e ex ciclista su strada spagnolo
- 1988 - Amy Brooke, attrice pornografica statunitense
- 1988 - Joy Cheek, ex cestista e allenatrice di pallacanestro statunitense
- 1988 - Jhonas Enroth, hockeista su ghiaccio svedese
- 1988 - Liliane Ferrarezi, modella brasiliana
- 1988 - Marc Gisin, ex sciatore alpino svizzero
- 1988 - Iago Herrerín, calciatore spagnolo
- 1988 - Therese Johaug, ex fondista e mezzofondista norvegese
- 1988 - Miguel Layún, ex calciatore messicano
- 1988 - Julien Mertine, schermidore francese
- 1988 - Ángel Montoro Sánchez, ex calciatore spagnolo
- 1988 - Olesja Stefanko, modella ucraina
- 1988 - Antun Palić, ex calciatore croato
- 1988 - Luis Pavez Contreras, calciatore cileno
- 1988 - Egor Silin, ex ciclista su strada russo
- 1988 - Rafa Sousa, calciatore portoghese
- 1988 - Judith Wyder, orientista svizzera
- 1989 - Waleed Al-Husseini, saggista e scrittore palestinese
- 1989 - Chris Brochu, attore e cantautore statunitense
- 1989 - Eugenia Bujak, ciclista su strada e ex pistard polacca
- 1989 - Jack Cork, calciatore inglese
- 1989 - Valentin Dima, ex calciatore rumeno
- 1989 - Alessandro Longhi, calciatore italiano
- 1989 - Diego Matías Rodríguez, calciatore argentino
- 1989 - Sam Ryder, cantante e chitarrista britannico
- 1990 - Ekigho Ehiosun, ex calciatore nigeriano
- 1990 - Eridson, calciatore guineense
- 1990 - Tara Lynn Foxx, ex attrice pornografica statunitense
- 1990 - Edina Gangl, pallanuotista ungherese
- 1990 - Falk Horn, giocatore di football americano tedesco
- 1990 - Kim Hye-ri, calciatrice sudcoreana
- 1990 - Carolina Miranda, attrice messicana
- 1990 - Sarah Ogoke, cestista statunitense
- 1990 - Bruno Piñatares, calciatore uruguaiano
- 1990 - Aleksander Sikora, giornalista e conduttore televisivo polacco
- 1990 - Alice Taticchi, modella italiana
- 1991 - Ilir Berisha, ex calciatore kosovaro
- 1991 - Jessika Carr, wrestler statunitense
- 1991 - Soner Demirtaş, lottatore turco
- 1991 - Al Hassan Saleh, calciatore emiratino
- 1991 - Annie Foreman-Mackey, ex pistard e ex ciclista su strada canadese
- 1991 - Esmaël Gonçalves, calciatore portoghese
- 1991 - Günay Güvenç, calciatore turco
- 1991 - Kyōsuke Hamao, attore, cantante e modello giapponese
- 1991 - Rony Hanselmann, calciatore liechtensteinese
- 1991 - Shōta Iizuka, velocista giapponese
- 1991 - Karamo Jawara, cestista norvegese
- 1991 - Boban Jović, ex calciatore sloveno
- 1991 - C.J. Leslie, ex cestista statunitense
- 1991 - Jack Lisowski, giocatore di snooker inglese
- 1991 - Diego Maurício, calciatore brasiliano
- 1991 - Cleveland Melvin, cestista statunitense
- 1991 - Miguel Montaño, ex calciatore colombiano
- 1991 - Luca Parlato, canottiere italiano
- 1991 - Lauren Perdue, nuotatrice statunitense
- 1991 - Milan Radin, calciatore serbo
- 1991 - Kyah Simon, calciatrice australiana
- 1991 - Christa Théret, attrice francese
- 1991 - Victor Wanyama, calciatore keniano
- 1991 - Anna Zaja, tennista tedesca
- 1991 - Simone Zaza, ex calciatore italiano
- 1991 - Khairul Nizam, ex calciatore singaporiano
- 1992 - Keanu Apperley, rugbista a 15 italiano
- 1992 - Fitim Azemi, calciatore norvegese
- 1992 - Tre Boston, giocatore di football americano statunitense
- 1992 - Koen Casteels, calciatore belga
- 1992 - Taliqua Clancy, giocatrice di beach volley australiana
- 1992 - Carlos Enrique Espinoza Espinoza, calciatore venezuelano
- 1992 - Jonathan Galván, calciatore argentino
- 1992 - Yeison Gordillo, calciatore colombiano
- 1992 - Leonora Armellini, pianista italiana
- 1992 - Eddie Lovett, ostacolista americo-verginiano
- 1992 - Kayla McBride, cestista statunitense
- 1992 - Sergio Modón, calciatore argentino
- 1992 - Fabián Núñez, calciatore e ex giocatore di calcio a 5 cileno
- 1992 - Artem Pustovyj, cestista ucraino
- 1992 - Romel Quiñónez, calciatore boliviano
- 1992 - Jean Patrick, calciatore brasiliano
- 1992 - Kelsey Robinson, pallavolista statunitense
- 1992 - Ivan Sabanov, tennista serbo
- 1992 - Matej Sabanov, tennista serbo
- 1992 - Sui Ran, ex cestista cinese
- 1993 - Sercho, cantante italiano
- 1993 - Cruz Cafuné, rapper spagnolo
- 1993 - Amaury Capiot, ciclista su strada belga
- 1993 - Ivan Cjupa, calciatore ucraino
- 1993 - Barney Clark, attore britannico
- 1993 - Tobias Haug, ex combinatista nordico tedesco
- 1993 - Jonas Koch, ciclista su strada tedesco
- 1993 - Jevhen Martynenko, calciatore ucraino
- 1993 - Kevin Punter, cestista statunitense
- 1993 - Kabelo Seakanyeng, calciatore botswano
- 1993 - Dylan Walczyk, sciatore freestyle statunitense
- 1993 - Jamie Walker, calciatore scozzese
- 1993 - Daiki Watari, calciatore giapponese
- 1993 - Kevin White, giocatore di football americano statunitense
- 1993 - Hugues Fabrice Zango, triplista burkinabé
- 1993 - Alisson Castro, calciatore brasiliano
- 1994 - Oleksandr Andrijevs'kyj, calciatore ucraino
- 1994 - José Bizama, calciatore cileno
- 1994 - Gerald Everett, giocatore di football americano statunitense
- 1994 - Egor Krid, rapper e cantante russo
- 1994 - Kenny Lawler, giocatore di football americano statunitense
- 1994 - Jason Naismith, calciatore scozzese
- 1994 - Lauren Price, pugile, kickboxer e ex calciatrice gallese
- 1995 - Wilhem Belocian, ostacolista francese
- 1995 - Juan Córdova, calciatore canadese
- 1995 - Kamil Dragun, scacchista polacco
- 1995 - Samajie Grant, giocatore di football americano statunitense
- 1995 - Jareliz Hernández, pallavolista portoricana
- 1995 - Kristoffer Khazeni, calciatore svedese
- 1995 - Abdelhak Kherbache, lottatore algerino
- 1995 - Andrij Markovyč, calciatore ucraino
- 1995 - Tom Misch, musicista britannico
- 1995 - Marcelino Moreno, calciatore argentino
- 1995 - Martina Rettenwender, ex sciatrice alpina austriaca
- 1995 - Eden Shamir, calciatore israeliano
- 1995 - Rolands Šmits, cestista lettone
- 1995 - Xie Yue, pallavolista cinese
- 1996 - Mikel Azcona, pilota automobilistico spagnolo
- 1996 - Derek Barnett, giocatore di football americano statunitense
- 1996 - Marit Clausen, calciatrice norvegese
- 1996 - Paul Double, ciclista su strada britannico
- 1996 - Mohamed Dräger, calciatore tedesco
- 1996 - Oleksandr Filin, calciatore ucraino
- 1996 - Pietro Fittipaldi, pilota automobilistico brasiliano
- 1996 - Jim Ouka, calciatore francese
- 1996 - Lele Pons, youtuber, cantante e attrice venezuelana
- 1996 - Veronica Spagnoli, calciatrice italiana
- 1996 - Jens Jakob Thomasen, calciatore danese
- 1997 - Rodrigo Bentancur, calciatore uruguaiano
- 1997 - Leony, cantante tedesca
- 1997 - Handwalla Bwana, calciatore somalo
- 1997 - Rémy Descamps, calciatore francese
- 1997 - Gaila González, pallavolista dominicana
- 1997 - Hunter Hale, cestista statunitense
- 1997 - Aleksa Mišković, giocatore di football americano serbo
- 1997 - Bassem Srarfi, calciatore tunisino
- 1997 - Mehmed Ćosić, calciatore bosniaco
- 1998 - Desmond Bane, cestista statunitense
- 1998 - Kyle Chalmers, nuotatore australiano
- 1998 - Martin Bang Christensen, tuffatore danese
- 1998 - Henry Kessler, calciatore statunitense
- 1998 - Isabella Mottinelli, attrice e ballerina italiana
- 1998 - Leonardo Pulcini, pilota automobilistico italiano
- 1998 - Adama Sidibeh, calciatore gambiano
- 1998 - Tyrel Dodson, giocatore di football americano statunitense
- 1998 - Kristijan Vulaj, calciatore montenegrino
- 1998 - Atakan Çankaya, calciatore turco
- 1999 - Collin Gillespie, cestista statunitense
- 1999 - Morten Hjulmand, calciatore danese
- 1999 - Ashley Maynard-Brewer, calciatore australiano
- 1999 - Caeli McKay, tuffatrice canadese
- 1999 - Brian Ocampo, calciatore uruguaiano
- 1999 - Abdülkadir Ömür, calciatore turco
- 2000 - Samy Benchama, calciatore francese
- 2000 - Iman Benson, attrice statunitense
- 2000 - Péter Gálicz, nuotatore ungherese
- 2000 - Philip Heijnen, pistard e ciclista su strada olandese
- 2000 - Marcus Meloni, calciatore brasiliano
- 2000 - Rosa Vicens Mas, tennista spagnola

## XXI secolo(35)
- 2001 - Daniela Estrada Flores, nuotatrice artistica messicana
- 2001 - Florian Bianchini, calciatore francese
- 2001 - Skyy Howard, pallavolista statunitense
- 2001 - Shareef Kayouf, calciatore israeliano
- 2001 - Volodymyr Saljuk, calciatore ucraino
- 2001 - Jacob Steen Christensen, calciatore danese
- 2001 - Eygló Fanndal Sturludóttir, sollevatrice islandese
- 2001 - Colt Walker, ginnasta statunitense
- 2002 - Filip Bačkulja, calciatore serbo
- 2002 - Benson Boone, cantautore statunitense
- 2002 - Mason Vale Cotton, attore statunitense
- 2002 - Emmanuel Ekong, calciatore svedese
- 2002 - Alexander Lind, calciatore danese
- 2002 - Jase McClellan, giocatore di football americano statunitense
- 2002 - Ajay Mitchell, cestista statunitense
- 2002 - Malik Mustapha, giocatore di football americano statunitense
- 2002 - Sasha Zhoya, ostacolista e astista francese
- 2003 - Sara Choi, sciatrice alpina sudcoreana
- 2003 - Ismael Ferrer, calciatore spagnolo
- 2003 - Beppe Grillo, velocista maltese
- 2003 - Chris Guiliano, nuotatore statunitense
- 2003 - Luke Hobson, nuotatore statunitense
- 2003 - Frederik Ihler, calciatore danese
- 2003 - Volodymyr Kostjuk, ginnasta ucraino
- 2004 - Pape Amadou Diallo, calciatore senegalese
- 2004 - Saba Goglichidze, calciatore georgiano
- 2004 - Matteo Scalco, ciclista su strada italiano
- 2004 - Mikhail Shaidorov, pattinatore artistico su ghiaccio kazako
- 2004 - Katie Shanahan, nuotatrice britannica
- 2004 - Santiago van der Putten, calciatore costaricano
- 2005 - Ayman Aiki, calciatore francese
- 2005 - Kylie Cantrall, attrice e cantante statunitense
- 2005 - Céline Naef, tennista svizzera
- 2006 - Mckenna Grace, attrice statunitense
- 2006 - Abdramane Konaté, calciatore ivoriano

## Senza anno specificato(1)
- Mariko Mizuno, doppiatrice giapponese